# Jarnages
Jarnages település Franciaországban, Creuse megyében. Lakosainak száma 477 fő (2022. január 1.). Jarnages Cressat, Ladapeyre, Pionnat, Vigeville és Parsac községekkel határos.

## Népesség
A település népességének változása:
| Lakosok száma | 512  | 470  | 449  | 494  | 505  | 488  | 452  | 439  | 435  | 477  |
|               | 1968 | 1982 | 1990 | 2006 | 2013 | 2015 | 2017 | 2019 | 2020 | 2022 |